# Tetsuya Takahashi
Tetsuya Takahashi (高橋 哲哉?, Takahashi Tetsuya; Prefettura di Shizuoka, 18 novembre 1966) è un autore di videogiochi giapponese.
Ha lavorato negli anni novanta per Squaresoft, lasciando la società e co-fondando Monolith Soft.

## Biografia
Nato nella prefettura di Shizuoka nel 1966, ha iniziato la sua carriera nel mondo nei videogiochi in Nihon Falcom negli anni ottanta. Qualche anno dopo approda in Squaresoft (dal 2003 Square Enix), lavorando come direttore della grafica su Chrono Trigger e Final Fantasy VI.
Successivamente lavora su Final Fantasy VII, ma la stesura della sua trama viene considerata troppo complicata e cupa dai colleghi. Il concept e la trama vennero invece usati per la creazione di Xenogears, uscito nel 1998 e primo RPG che vede come direttore.
L'anno successivo lascia Squaresoft e fonda con il collega e amico Hirohide Sugiura una nuova software house, Monolith Soft: crea Xenosaga, serie di tre episodi usciti dal 2002 al 2006.
Dopo l'acquisizione di Monolith da parte di Nintendo, ha lavorato su Soma Bringer (2008) e Xenoblade Chronicles (2010). Ha lavorato anche a Xenoblade Chronicles X (2015), per Wii U.
È sposato con Kaori Tanaka, meglio conosciuta con lo pseudonimo Soraya Saga, sceneggiatrice che ha aiutato il marito su Xenogears e Xenosaga.

## Videoludografia
- Dragon Slayer: The Legend of Heroes (1989): Art
- Final Fantasy IV (1991): Battle Graphics
- Romancing SaGa (1992): Field Graphics
- Final Fantasy V (1992): Field Graphics
- Secret of Mana (1993): Map Graphic Design
- Final Fantasy VI (1994): Direttore della grafica
- Front Mission (1995): Graphic Design
- Chrono Trigger (1995): Direttore della grafica
- Seiken Densetsu 3 (1995): BG
- Final Fantasy VII (1997): Concept
- Xenogears (1998): Direttore, Scenario Writer
- Xenosaga Episode I: Der Wille zur Macht (2002): Director, Scenario Writer
- Xenosaga Episode II: Jenseits von Gut und Böse (2004): Original Author
- Xenosaga: Pied Piper (2004): Story Writer
- Xenosaga I & II (2006): Scenario Writer
- Xenosaga Episode III: Also sprach Zarathustra (2006): Author, Music Coordinator, Supervisor of Scenario and Database
- Soma Bringer (2008): Producer, Game Designer
- Xenoblade Chronicles (2010): Concept, Executive Director, Scenario Writer
- Xenoblade Chronicles X (2015): Concept, Executive Director, Scenario Writer
- Xenoblade Chronicles 2 (2017): Concept, Executive Director, Scenario Writer
- Xenoblade Chronicles 3 (2022): Concept, Executive Director, Scenario Writer